# 西本晃二
西本 晃二（にしもと こうじ、1934年1月6日 - ）は、日本のイタリア文学者・フランス文学者、翻訳家。元サッカー選手・指導者。東京大学名誉教授。

## 来歴
奈良県出身。成蹊中学校・高等学校を経て、1952年に東京大学に入学。大学では、ア式蹴球部に所属、1953年1月に開催された第1回全国大学サッカー大会の優勝メンバーとなった。また、サッカー関係では東大ア式蹴球部の部長（1982年-1990年）、東京都武蔵野市で活動しているむさしのFCの代表を歴任した。
1956年東京大学文学部仏文科卒業、63年同大学院博士課程中退。1961年カナダのラヴァル大学哲学博士。1965年から1967年までパリ大学留学。67年東大教養学部フランス語専任講師、71年文学部仏文科助教授、79年イタリア文学科創設に伴い異動、81年教授。93年文学部長。この間、カナダ、イタリア、フランスに留学、カナダのヴィクトリア大学、ナポリ東洋大学客員教授。94年定年退官、駐イタリア公使となり、ローマ日本文化会館館長も務めた。97年退官し、98年政策研究大学院大学教授、99年副学長。カナダ滞在中に各地を旅行した体験から旅行ガイドも執筆する。2003年「落語『死神』考」で東大文学博士。

## 著書
- 『新講現代のイタリヤ語』（三省堂） 1977
- 『新講現代のフランス語』（三省堂） 1982
- 『イタリヤところどころ 光の国の美術・歴史散歩』（実業之日本社） 1986
- 『すぐに役立つはじめてのイタリア語』（日本放送出版協会、NHK CDブック） 1992
- 『落語『死神』の世界』（青蛙房） 2002
- 『モーツァルトはオペラ 歌芝居としての魅力をさぐる』（音楽之友社） 2006
- 『ルネッサンス史』（東京大学出版会） 2015

## 翻訳
- 『ベートーヴェン』（アンドレ・ブークーレシュリエフ、白水社） 1968、新装版1985
- 『従妹ベット』（バルザック、中央公論社、新集世界の文学） 1968
- 『大陸横断鉄道 ラッキー・ルーク2』（ルネ・ゴッシニイ原作、モリス作画、双葉社） 1974
- 『アステリックスの冒険』（ルネ・ゴッシニイ原作、アルベール・ユデルゾ作画、渡辺一夫監修、双葉社 1974）
- 『ジャン・ルノワール自伝』（ジャン・ルノワール、みすず書房） 1977、新装版 2001ほか
- 『メジチ家の世紀』（クリスチャン・ベック、白水社、文庫クセジュ）1980
- 『マラヴォリヤ家の人びと』（ジョヴァンニ・ヴェルガ、みすず書房） 1990
- 『ヴィーコ自叙伝』（ヴィーコ、みすず書房） 1991
- 『バーンスタイン音楽を生きる』（レナード・バーンスタイン/エンリーコ・カスティリオーネ共著、笠羽映子監訳、青土社） 1999、新装版 2018
- 『南欧怪談三題』（ランペドゥーザ / アナトール・フランス / メリメ、編訳、未來社） 2011
- 『忘れ去られた王国 - 落日の麗江雲南滞在記』（ピーター・グゥラート、スタイルノート） 2014

## 参考
- “「落語『死神』の世界」著者紹介”.  e-hon. 2013年12月22日閲覧。